# نيل إثيريدج
نيل إثيريدج (بالإنجليزية: Neil Etheridge)‏ (7 فبراير 1990 المملكة المتحدة - ) هو لاعب كرة قدم بريطاني، يلعب كحارس مرمى.

## وصلات خارجية
نيل إثيريدج على موقع الاتحاد الدولي (مؤرشف)  (الإنجليزية)
- نيل إثيريدج على موقع الاتحاد الأوربي (الإنجليزية)
- نيل إثيريدج على موقع قاعدة بيانات كرة القدم.إي يو (الإنجليزية)
- نيل إثيريدج على موقع ناشيونال فوتبول تيمز (الإنجليزية)
- نيل إثيريدج على موقع Soccerbase.com (لاعب) (الإنجليزية)
- نيل إثيريدج على موقع Soccerway.com (الإنجليزية)
- نيل إثيريدج على موقع عالم كرة القدم.نت (الإنجليزية)
- نيل إثيريدج على موقع AS.com (الإسبانية)